# Gibson (Club)

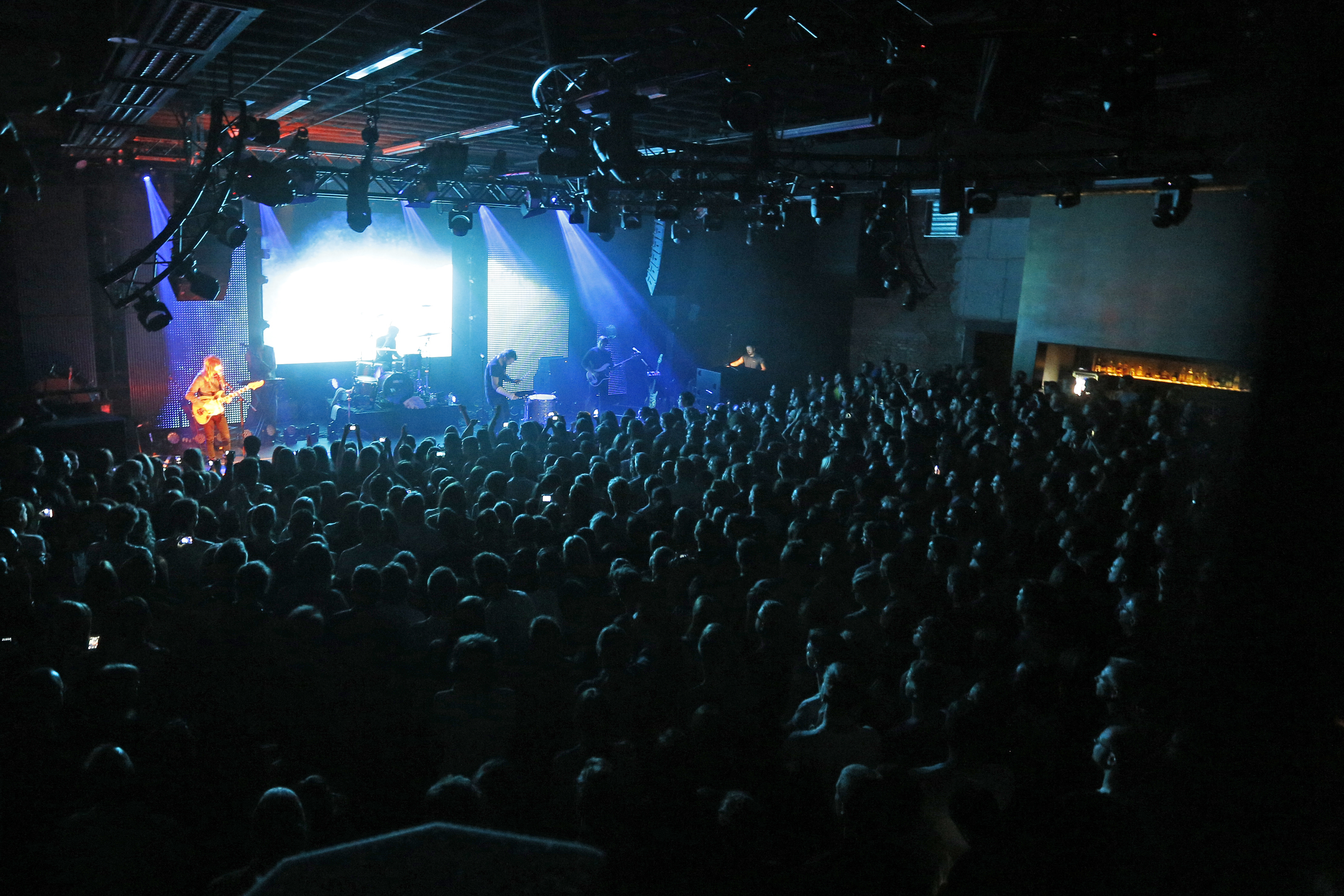
Imagine Dragons live im Gibson

Gibson ist ein Club mit Livebühne auf der Zeil in Frankfurt am Main.
Der Club wurde 2012 von dem ehemaligen King-Kamehameha-Macher Madjid Djamegari im Untergeschoss des ehemaligen Zeilkinos eröffnet. Nach 14 Monaten Bauzeit wurde der Hauptraum mit einer Soundanlage von Martin Audio und einer Bühne mit LED-Wand bestückt. Der Club fasst 900 Personen bei 1600 Quadratmeter. 2013 wurde der Club mit dem Gastronomiepreis Fizzz-Award für den besten Club ausgezeichnet und zählt auch laut Dance-Charts, Süddeutsche Zeitung und diverser Reiseführer zu den wichtigsten Clubadressen.
Im Club läuft eine Mischung aus House und Blackmusic an den Wochenenden, als DJs waren bereits Boy George, David Morales und regelmäßig DJ Katch zugegen. Labels wie Ministry of Sound oder Hedkandi veranstalteten eigene Nächte. Mittwochs gibt es After-Work-Partys und donnerstags Live-Events mit der hauseigenen Coverband.
Zu Konzerten konnten Künstler wie Dua Lipa, Billie Eilish, Fatman Scoop, Haim, Jake Bugg, Tyler, the Creator, Rufus Wainwright, Tokio Hotel, Xavier Naidoo und viele mehr begrüßt werden. Das Album Live&Unplugged im Gibsonclub Frankfurt von Daniel Wirtz erreichte 2015 Platz 41 in den Deutschen Albumcharts.
2015 gab es einen Todesfall; ein 41-Jähriger Gast wurde aus niedrigen Beweggründen mit einem Faustschlag niedergestreckt. Das Opfer verstarb danach im Krankenhaus, der Täter, ein Mitglied der Gruppierung Osmanen Germania, wurde zu achteinhalb Jahren Haft verurteilt.